# 덕하천
덕하천(德下川)은 인천광역시 강화군 양사면 덕하리 봉천산에서 발원하여 양사면 철산리에서 황해로 유입하는 하천이다. 양사면 덕하리에서 하구 인근까지 1.73 km 구간은 지방하천으로 관리되고 있다. 상류 부분은 개울달천으로 불리며, 그 중 0.85 km 구간은 강화군의 소하천으로 관리되고 있다.